# Salvador Contreras-Balderas
Salvador Contreras-Balderas (* 19. Februar 1936 in Mexiko-Stadt; † 11. Februar 2009 in San Nicolás de los Garza, Nuevo León) war ein mexikanischer Ichthyologe und Naturschützer.

## Leben und Wirken
Contreras-Balderas war der Sohn von Luis Contreras Balderas Diaz und Victoria Balderas Freeman. Er hatte 6 Brüder, von denen Armando Jesús Contreras-Balderas Zoologe ist. Als er zwischen 5 und 6 Jahre alt war, zog die Familie nach Monterrey, der Hauptstadt des mexikanischen Bundesstaates Nuevo León. Von 1957 bis 1961 studierte er Biologie an der Universität von Nuevo Léon. Im September 1962 schrieb er seine Dissertation mit dem Titel Contribución al Conocimiento de la Ictiofauna del Río San Juan, Provincia del Bravo, México (deutsch: Beitrag zur Kenntnis der Fischfauna des Rio San Juan, Provinz Bravo, Mexiko). Von 1962 bis 1966 absolvierte er ein Diplom-Studium an der Tulane University in New Orleans, USA, wo er zum Master of Science graduierte. Im August 1975 promovierte er an derselben Universität mit der Arbeit Zoogeography and Evolution of Notropis lutrensis and "Notropis" ornatus in the Rio Grande Basin and Range México and United States. (Pisces: Cyprinidae) zum Ph.D. In der Folgezeit lehrte Contreras-Balderas an der Fakultät für biologische Wissenschaften der Universidad Autonoma de Nuevo León (UANL) die Fächer Evolution, Fisch- und Fischereibiologie, Wirbeltiere des Nordostens, Umweltwissenschaften, Ökologie, Ethologie und Ichthyologie. Weiter war er Sekretär an der Fakultät für biologische Wissenschaften und Generaldirektor für wissenschaftliche Forschung an der Universidad Autonoma de Nuevo León. Im September 1997 wurde Contreras-Balderas zum Professor Emeritus dieser Universität ernannt.
Contreras-Balderas veröffentlichte über 150 Artikel in nationalen und internationalen Publikationen. Darunter sind die Erstbeschreibungen von 15 neuen Fisch- und Krebsarten. In 50 Jahren trug er eine der größten ichthyologischen Sammlungen Mexikos zusammen, die sowohl in der Universidad Autonoma de Nuevo León als auch im Ausland aufbewahrt wird. 1994 setzte er sich für die Anerkennung des Valle de Cuatro Ciénegas in Coahuila als Naturschutzgebiet ein, das mit 70 endemischen Arten auf 1000 km² den höchsten Grad von Endemismus in Mexiko enthält.
Contreras-Balderas war Mitglied in 32 wissenschaftlichen Gesellschaften, darunter in der American Association for the Advancement of Science, im Desert Fishes Council, Bioconservación A.C., im Southeastern Fishes Council, in der Sociedad Mexicana de Zoología, A.C., im Colegio de Biólogos del Estado de Nuevo León, A.C., in der Sociedad Ictiológica Mexicana, A.C., in der Neotropical Ichthyological Association, im International Council for Scientific Development, in der Sociedad Limnológica Mexicana, A.C., in der Coalition for the Sustainable Development of the Rio Grande/Rio Bravo und in der Coalición para el Desarrollo Sustentable del Río Bravo.

## Dedikationsnamen
Nach Contreras-Balderas wurden im Jahr 2002 zwei Fischarten benannt: Cyprinodon salvadori durch María de Lourdes Lozano Vilano und Chirostoma contrerasi durch Clyde D. Barbour.